# داني هيغينبوثام
داني هيغينبوثام (بالإنجليزية: Danny Higginbotham)‏ (مواليد 29 ديسمبر 1978 في مانشستر - إنجلترا) لاعب كرة قدم إنجليزي يلعب حاليا لصالح نادي الدرجة الممتازة ستوك سيتي الإنجليزي منذ 2008 في مركز الظهير الأيسر كما يجيد اللعب في مركز قلب الدفاع .

## روابط خارجية
- داني هيغينبوثام على موقع الاتحاد الدولي (مؤرشف)  (الإنجليزية)
- داني هيغينبوثام على موقع الاتحاد الأوربي (الإنجليزية)
- داني هيغينبوثام على موقع قاعدة بيانات كرة القدم.إي يو (الإنجليزية)
- داني هيغينبوثام على موقع ناشيونال فوتبول تيمز (الإنجليزية)
- داني هيغينبوثام على موقع Soccerbase.com (لاعب) (الإنجليزية)
- داني هيغينبوثام على موقع Soccerway.com (الإنجليزية)
- داني هيغينبوثام على موقع عالم كرة القدم.نت (الإنجليزية)
- داني هيغينبوثام على موقع كووورة